# 蘭松尼耶爾河
47°03′49″N 6°41′41″E / 47.06368°N 6.69476°E
蘭松尼耶爾河是西歐的河流，流經法國和瑞士，屬於杜河的支流，河道全長2.7公里，發源自勒洛克勒，最終在萊布雷內注入布勒內湖。